# Гребенщиково
Гребенщиково — упразднённый посёлок в Бакчарском районе Томской области. На момент упразднения входил в состав Кёнгинского сельсовета. Упразднен в 2004 году.

## География
Посёлок располагался на левом берегу реки Кёнга, выше впадения в неё реки Сухая Речка, в 5 км (по прямой) к юго-западу от села Кёнга.

## История
Посёлок был основан в 1911 г. В 1928 году заимка Гребенщикова состояла из 11 хозяйств. В административном отношении являлась центром Кенгинского сельсовета Парабельского района Томского округа Сибирского края.
В 1960-е годы посёлок попал в разряд не перспективных и по планам должен был быть сселен к 1975 году.
Постановлением Государственной Думы Томской области от 29.07.2004 года № 1359 Посёлок Гребенщиково исключена из учётных данных.

## Население
| 1926 | 1939 | 1952 | 1959 | 1970 | 1979 | 1989 |
| ---- | ---- | ---- | ---- | ---- | ---- | ---- |
| 62   | ↗142 | ↘100 | ↘56  | ↗86  | ↘19  | ↘5   |
| 2002 |      |      |      |      |      |      |
| ↘0   |      |      |      |      |      |      |

В 1926 году основным населением заимки были русские.